# ミネアポリス (重巡洋艦)
ミネアポリス (USS Minneapolis, CA-36) は、アメリカ海軍の重巡洋艦。ニューオーリンズ級重巡洋艦の3番艦。艦名はミネソタ州ミネアポリスに因む。その名を持つ艦としては2隻目。

## 艦歴
ミネアポリスは1931年6月27日にフィラデルフィア海軍造船所で起工した。1933年9月6日、グレース・L・ニュートンによって命名、進水した。1934年5月19日に艦長ゴードン・W・ヘインズ大佐の指揮下就役した。ロンドン海軍軍縮条約により、大日本帝国にも竣工が通知された。
1934年7月から9月にかけてヨーロッパ水域で行われた整調後、ミネアポリスはフィラデルフィア海軍工廠で修理と変更が行われ、1935年4月4日に出航、パナマ運河を経由して4月18日にサンディエゴに到着、偵察部隊の第7巡洋艦分艦隊に合流した。ミネアポリスはアメリカ合衆国西海岸沿いに作戦活動に従事し、1939年の初めにはカリブ海へ巡航、1940年に真珠湾に到着した。

### 第二次世界大戦

#### 1941年 - 1942年
1941年12月7日の真珠湾攻撃当日、ミネアポリスは砲術訓練のため真珠湾から32キロ離れた海域を航行中だった。ミネアポリスは1942年1月まで哨戒を行った後、空母「レキシントン (USS Lexington, CV-2) 」基幹の第11任務部隊（指揮官ウィルソン・ブラウン中将）に加わった。ギルバート諸島とマーシャル諸島を攻撃する第8任務部隊（指揮官ウィリアム・ハルゼー中将、空母「エンタープライズ」）および第17任務部隊（指揮官フランク・J・フレッチャー少将、空母「ヨークタウン」）に呼応して打撃を与えるため、第11任務部隊は日本軍が占領したウェーク島に向かう予定だった。
しかし1月23日に真珠湾を出撃した直後、給油艦「ナチェス (USS Neches, AO–5) 」が潜水艦「伊72」に撃沈され、燃料不足が懸念されたことと代わりのタンカーがいなかったこともあって、第11任務部隊のウェーク島への奇襲作戦は中止された。翌1月24日、第11任務部隊は真珠湾に帰投した。
2月1日、第11任務部隊（レキシントン部隊）はラバウルに向けて出撃した。2月20日、第11任務部隊は日本軍が占領したビスマルク諸島を目指したが、ニューブリテン島ラバウルから飛来した第四航空隊の一式陸攻17機に襲われた。オヘア大尉やサッチ少佐のF4F戦闘機の活躍もあり、第11任務部隊はラバウル航空隊を撃退した（ニューギニア沖海戦）。3月初旬、ミネアポリスを含めた第11任務部隊は第17任務部隊と合同で、ニューギニア島東部に行われた奇襲に参加する。3月10日、オーエンスタンレー山脈を越えた艦載機の攻撃はラエとサラモアに進出したばかりの第四艦隊や日本陸軍の南海支隊に打撃を与え、補給路を脅かした（ラエ・サラモアへの空襲）。レキシントンが修理と改修のために真珠湾に戻った際、第11任務部隊の指揮官がブラウン中将からオーブリー・フィッチ少将に交代した。
日本軍のポートモレスビー攻略作戦を阻止するため、アメリカ海軍は第17任務部隊（フレッチャー少将）と第11任務部隊（フィッチ少将）を組み合わせ、珊瑚海に派遣した。フレッチャー少将が第17任務部隊を指揮、フィッチ少将が空母部隊を率いての航空戦を指揮した。
5月4日から8日にかけて繰り広げられた珊瑚海海戦で、ミネアポリス（艦長フランク・J・ローリー）はトーマス・C・キンケイド少将が指揮する攻撃部隊に所属していた。フレッチャー提督がジョン・G・クレース少将が率いる第44任務部隊（支援隊）を分離したので、空母群の護衛艦艇が減少してしまった。5月8日の航空戦でミネアポリスは第五航空戦隊から飛来した3機の日本機を撃墜したものの、「ヨークタウン」は損傷、「レキシントン」は被弾炎上して失われた。しかし、オーストラリアおよびニュージーランド方面への日本軍の勢力拡大の動きを阻止した。巡洋艦や駆逐艦は生存者の収容に尽力し、ミネアポリスはフィッチ少将や、レキシントン艦長フレデリック・C・シャーマン大佐などを収容した。
戦闘が一段落すると、フィッチ少将はアメリカ西海岸で修理中だった空母「サラトガ (USS Saratoga, CV-3) 」に旗艦を変更した。ミネアポリスを含めキンケイド提督が指揮する重巡数隻と軽巡「アトランタ」などは第16任務部隊（指揮官レイモンド・スプルーアンス提督）に所属し、正規空母2隻（エンタープライズ、ホーネット）と行動を共にした。
ミネアポリスは真珠湾で補給と修理を行い、ソロモン諸島方面へ向かった。8月7日、連合軍はウォッチタワー作戦を発動し、ガダルカナル島の戦いが始まる。第61任務部隊指揮官フレッチャー中将は正規空母3隻と高速戦艦1隻を基幹とする空母機動部隊を指揮し、ガダルカナル島とツラギ島への上陸を援護した。ミネアポリスとニューオーリンズはサラトガの護衛部隊であった。
8月30日、サラトガが潜水艦「伊26」の雷撃により損傷し、ミネアポリスはサラトガを曳航して後方地域に向かった。9月から10月にかけてはルンガ・ポイントとフナフティ島の間で陸上部隊輸送の護衛を行った。ミネアポリス艦長のローリー大佐は珊瑚海海戦とミッドウェー海戦での戦功で勲章を授与され、少将に進級して地中海の戦いに身を投じた。チャールズ・エメリー・ローゼンダール大佐が新しいミネアポリス艦長となった。

#### ルンガ沖夜戦（タサファロング沖海戦）

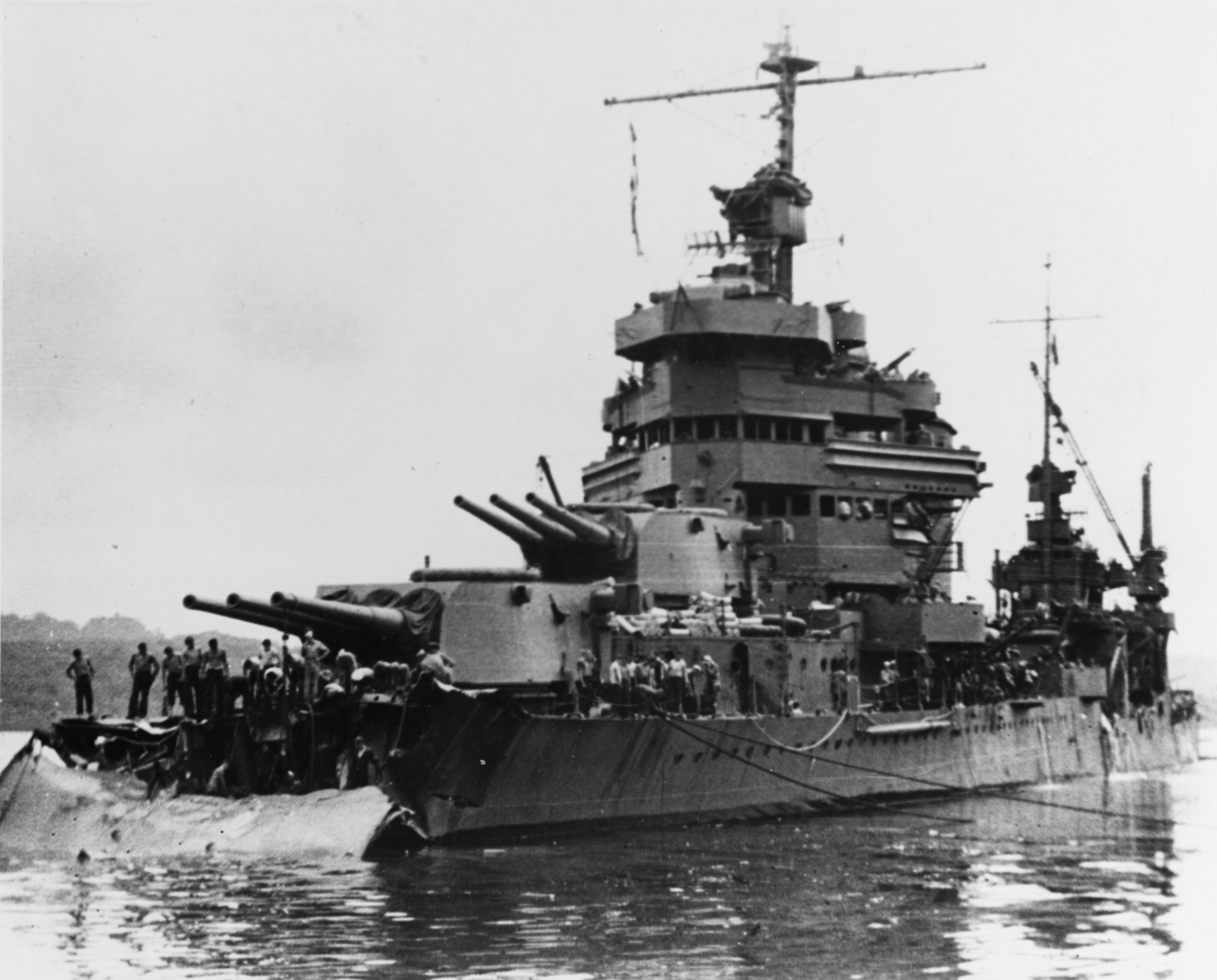
ルンガ沖夜戦で損傷したミネアポリス

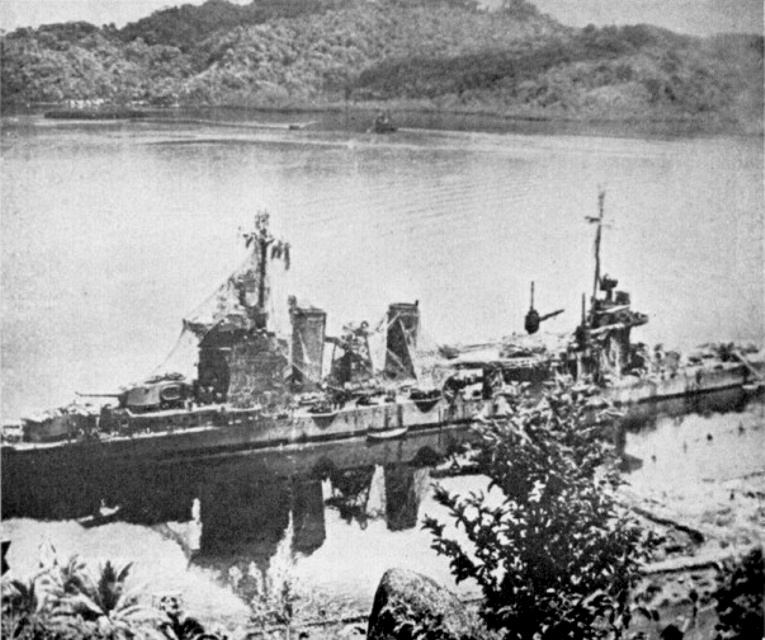
ヤシの葉やネットでカモフラージュされたミネアポリス

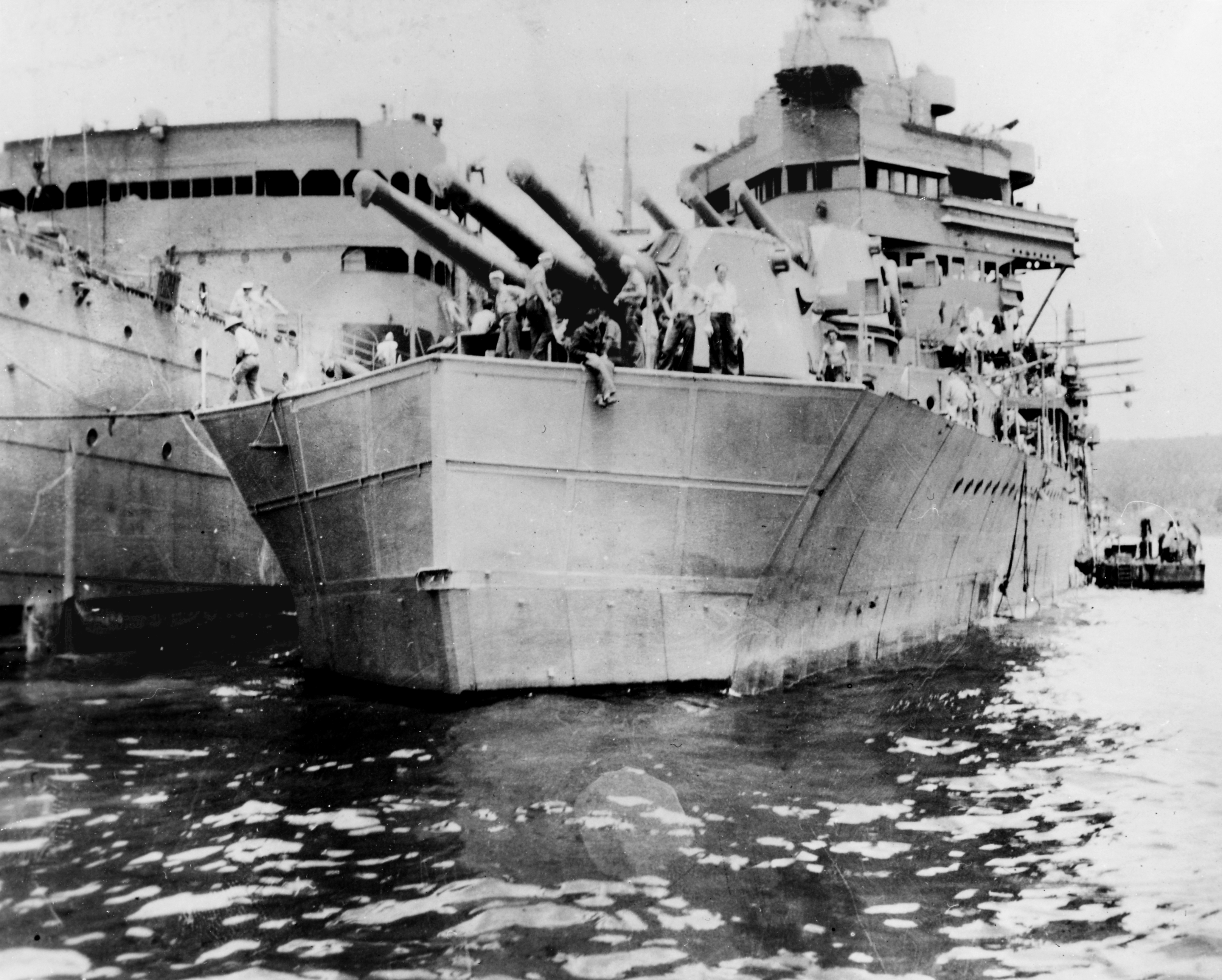
仮艦首を付けたミネアポリス

11月29日、ミネアポリスは第67任務部隊（カールトン・H・ライト少将）の旗艦として、「東京急行」を封じるべくガダルカナル島沖に急行した。11月30日が終わろうとするその少し前、外南洋部隊増援部隊（指揮官：第二水雷戦隊司令官田中頼三少将）がサボ島の西南方からアイアンボトム・サウンドに進入。第67任務部隊はレンゴ水道からヘンダーソン飛行場寄りのコースで進入した。
深夜、互いの部隊が相手を探知したことからルンガ沖夜戦が始まった。第67任務部隊の攻撃は、ミネアポリスの砲撃により警戒隊の駆逐艦「高波」（第31駆逐隊）を爆発炎上させた。しかし、高波が撃たれ続けている間に外南洋部隊増援部隊が発射した酸素魚雷が第67任務部隊に襲い掛かった。ミネアポリスには魚雷が左舷艦首に2本命中し、一番砲塔より前部がもぎ取られ、ボイラー室と発電室が大きく損傷した。特にボイラー室は海水に浸るほどの被害であったが、応急措置と巧みな操艦術により沈没は免れ、ツラギ島に後退した。後ろを航行していた姉妹艦「ニューオーリンズ (USS New Orleans, CA-32) 」も魚雷の命中で艦首をもぎ取られたが、こちらは一番砲塔をも失った。重巡「ペンサコーラ (USS Pensacola, CA-24) 」も艦後部に魚雷が命中して大きく損傷し、巡洋艦群の最後を航行していた重巡「ノーザンプトン (USS Northampton, CA-26) 」は沈没した。ツラギ島に到着すると、敵の目を欺くためヤシの葉や低木でカムフラージュされ、「ニューオーリンズ」もこれに倣った。また、ツラギ島にいたシービーによって必要最小限の修理が行われ、ミネアポリスはメア・アイランド海軍造船所に回航することが可能となった。歴史家サミュエル・エリオット・モリソン曰く、ルンガ沖夜戦は「優勢な巡洋艦隊が劣勢な日本の駆逐艦に痛めつけられて敗北した海戦」だった。

#### 1943年 - 1944年
ミネアポリスは1943年8月に戦線に復帰し、以後20ヵ月に及んで太平洋戦線の主要な戦いに参加し続けた。復帰後、10月5日と7日に行われたウェーク島への攻撃に参加。11月20日から12月4日までのブタリタリへの攻撃と、1944年2月中旬までのクェゼリンの戦いおよびマジュロ占領作戦に際しては、第58任務部隊（マーク・ミッチャー中将）の護衛にあたった。2月17日から18日に行われたトラック島空襲にも参加した。
第5艦隊司令長官であるスプルーアンス大将は、トラック諸島内にいまだ有力艦船が多数残っていると考え、空襲後には外に出てくるだろうと推測した。どうしても先頭を切って戦いたかったスプルーアンス大将は、脱出してきた有力艦船との砲戦を念頭に、これまでの第5艦隊旗艦「インディアナポリス (USS Indianapolis, CA-35) 」から乗り換え、配属されたばかりの戦艦「ニュージャージー (USS New Jersey, BB-62) 」を新たな第5艦隊旗艦にしたのである。ミネアポリスは、タサファロング沖でともに舳先をもぎ取られ、ともに復帰してきたニューオーリンズとともにロバート・C・ギッフェン少将に率いられ、スプルーアンス大将直率の戦艦「ニュージャージー」および「アイオワ (USS Iowa, BB-61) 」、駆逐艦4隻とともにトラック諸島の外を一周。午後もだいぶ経った頃、部隊は艦載機の空襲により航行不能になっていた軽巡洋艦「香取」と駆逐艦「舞風」、および脱出を図る駆逐艦「野分」を発見。スプルーアンスはアイオワ級戦艦の目標を「野分」に、ミネアポリスと「ニューオーリンズ」の目標を香取にと割り振った。「野分」は脱出に成功したが、「香取」と「舞風」は射撃を続けながら沈没していった。また、この戦いの前後に特設駆潜艇および駆潜艇を砲火で撃沈した。
第58任務部隊はトラック攻撃の後にマリアナ諸島を攻撃。休息と整備を挟んで3月から4月にかけてカロリン諸島、パラオ、トラックおよびサタワン環礁、ポンペイ島を攻撃した。これらの攻撃は、4月のホーランディアへの上陸作戦の援護を兼ねたものだった。ミネアポリスは5月にマジュロに帰投し、休養後マリアナ諸島への攻撃に参加、6月14日にサイパン島に対して艦砲射撃を行った。日本艦隊が接近しつつあるという報に接し、ミネアポリスは第58任務部隊に再合流。6月19日から20日にかけてのマリアナ沖海戦では、ミネアポリスは第7戦艦部隊（ウィリス・A・リー中将）の指揮下にあり、至近弾を投下されたが大した損傷ではなかった。海戦はアメリカ側の大勝利に終わった。7月8日から8月9日にかけては、ミネアポリスはグアムの戦いに参加し、昼夜分かたぬ艦砲射撃により第3海兵師団長から「上手く行われた任務」と賞賛された。9月6日から10月14日にパラオへの攻撃に参加した後、息つく暇なくレイテ島に向かい、レイテ島の戦いに参加した。10月17日にレイテ湾に入って事前砲撃を行い、反撃してきた5機の日本機を撃墜した。

#### スリガオ海峡の夜戦
日本海軍の水上艦隊は、フィリピンの南西方面から第一遊撃部隊（指揮官栗田健男中将／第二艦隊司令長官）と第二遊撃部隊（指揮官志摩清英中将／第五艦隊司令長官）がレイテ湾を目指した。レイテ沖海戦である。第77任務部隊の指揮下において、ミネアポリスは第77部隊第2群 (Task Group 77.2)（指揮官ジェシー・B・オルデンドルフ少将、旗艦「ルイビル」）に所属し、南方からの敵の侵入を防ぐためスリガオ海峡に展開した。やがて、第二戦隊司令官西村祥治中将が率いる第一遊撃部隊第3部隊が、空襲を撃退しつつ接近してきた。
10月25日未明、魚雷艇隊は西村艦隊と接触したが、撃退された。次いで駆逐艦群が突撃して魚雷攻撃を敢行、戦艦「扶桑」と駆逐艦「山雲」「満潮」を撃沈、「朝雲」を撃破した。健在艦は3隻（山城、最上、時雨）だけになる。この時点でオルデンドルフは、第77部隊の弾薬事情が多少心細いことを知り、効果的に弾薬を使うため戦艦・巡洋艦部隊を三分した。第77.2部隊は重巡3隻（ルイビル、ポートランド、ミネアポリス）、大型軽巡2隻、駆逐艦部隊で編成され、二段目に配備された。背後の三段目には真珠湾攻撃から甦った戦艦群がおり、オルデンドルフ少将は丁字戦法を採用して一気の砲撃で決着をつけようとした。「ルイビル」のレーダー探知を元に一斉砲撃が始まった。戦艦「山城」は撃沈された。駆逐艦「時雨」は生還した。オルデンドルフ部隊は退避を続ける重巡「最上」と駆逐艦「朝雲」を追撃し、「朝雲」を砲撃で撃沈、脱出者が乗った内火艇も沈めた。オルデンドルフ部隊から逃れた「最上」も、第二遊撃部隊（志摩艦隊の旗艦「那智」と衝突して損傷が拡大。さらに護衛空母から発進した艦上機の空襲により航行不能となり、第二遊撃部隊の駆逐艦「曙」が処分した。戦艦同士の最後の砲戦はオルデンドルフの完勝に終わった。スリガオの夜戦の後のミネアポリスは、フィリピン水域で第38任務部隊（ミッチャー中将）の護衛と艦砲射撃を交互に行った。

#### 1945年
ミネアポリスは1945年1月4日から18日にかけて行われたルソン島リンガエン湾への上陸作戦支援、2月13日から18日にかけて行われたバターンの戦い、コレヒドール島上陸作戦への支援を行った。連合軍にとって日本軍の特別攻撃隊が最大の脅威であった（出撃した日本の特攻隊の一覧）。3月は沖縄戦の準備を行う。沖縄諸島海域には25日に到着し、艦砲射撃を開始した。慶良間列島への砲撃でミネアポリスは地上部隊に支援を行い、4月1日に始まった侵攻では沖縄本島の那覇市の飛行場を砲撃した。地上部隊は無線で目標位置を正確に報告し、ミネアポリスはその情報を基に精密射撃を行った。
数ヶ月間におよぶ支援任務の後、ミネアポリスの砲身は摩耗が進み交換が必要となった。4月12日に航海の準備を行ったが、出発は沖縄戦における最大の航空攻撃、菊水二号作戦により遅れた。戦闘でミネアポリスは4機の特攻機を撃墜し、3機が海に墜落するのを目撃した。夕方にミネアポリスは出航、ワシントン州ブレマートンに向かう。ブレマートンでは修理と砲身交換を行い、作業完了後戦場に復帰した。終戦時ミネアポリスはフィリピンのスービック湾にあった。

### 戦後
ミネアポリスには第7艦隊司令長官トーマス・C・キンケイド中将が座乗し、朝鮮半島で9月9日に日本軍の降伏を受諾した。その後は黄海の偵察巡航を行い、海兵隊が中国の大沽砲台および秦皇島へ上陸するのを支援した。西海岸へ帰還兵を運んだ後、ミネアポリスは1946年1月14日にパナマ運河およびフィラデルフィアへ向けて出航した。フィラデルフィアで5月21日に予備役となり、1947年2月10日に退役する。ミネアポリスは1959年8月14日にユニオン・メタルズ・アンド・アロイズ社にスクラップとして売却された。

## 栄典
ミネアポリスは第二次世界大戦の戦功で17個の従軍星章を受章した（第二次世界大戦のアメリカ海軍艦艇で第3位）。また、以下の勲章を授与された。
- 戦闘交戦リボン（英語版）
- 中国軍務勲章（英語版）
- アメリカ防衛従軍記章・・・「艦隊」略章付き
- アメリカ従軍記章
- アジア・太平洋戦役勲章（英語版） … 星章16個付き
- 第二次世界大戦戦勝記念章
- 海軍占領軍務勲章（英語版）・・・「日本」略章付き
- フィリピン殊勲部隊章（英語版）
- フィリピン解放勲章（英語版） … 星章3個付き